# Queen
För andra betydelser, se Queen (olika betydelser).
Queen är ett brittiskt rockband som bildades 1970 i London av gitarristen Brian May, sångaren Freddie Mercury och trummisen Roger Taylor. John Deacon, som var medlem under alla de kommande framgångsrika åren, anslöt först året därpå som den fjärde basisten i ordningen. Bandets tidigaste verk var influerat av progressiv rock och heavy metal, men med åren gick gruppen mot mer konventionell och radiovänlig musik genom att integrera arena rock och poprock. Bandet fick en betydande ställning världen över på 1970-talet och är sedan dess ett av Storbritanniens mest inflytelserika och framgångsrika band.
Innan gruppen bildats, spelade May och Taylor tillsammans i bandet Smile. Mercury var en av Smiles anhängare och uppmuntrade bandet att experimentera mer både live och i studion. Han anslöt till gruppen 1970 och föreslog namnet Queen. 1973 gavs bandets självbetitlade debutalbum ut och man tog sig in på den brittiska albumlistan för första gången med det andra albumet, Queen II, 1974. Genombrottet kom med gruppens tredje album Sheer Heart Attack (1974) och med det följande A Night at the Opera gjorde bandet internationell succé. Den sistnämnde innehåller "Bohemian Rhapsody" som var singeletta i Storbritannien i nio veckor och hjälpte till att popularisera musikvideoformatet.
News of the World (1977) innehöll "We Will Rock You" och "We Are the Champions" som båda frekvent spelas vid sportsammanhang. I början av 1980-talet var Queen ett av de största arenarockbanden i världen. "Another One Bites the Dust" från The Game (1980) blev deras bäst säljande singel och samlingsalbumet Greatest Hits (1981) är det bäst säljande albumet i Storbritanniens musikhistoria med över 7 miljoner exemplar (Official Charts UK) har platinacertifierats 22 gånger "BPI" i UK och nio gånger "RIAA" i USA. Bandets framträdande på Live Aid-galan 1985 har röstats fram som det bästa liveframträdandet i rockmusikens historia. I augusti 1986 gjorde Mercury sitt sista liveframträdande med Queen i Knebworth, England. 1991 avled han av lunginflammation till följd av AIDS och Deacon drog sig tillbaka 1997. Sedan 2004 har May och Taylor turnerat under namnet "Queen +" med sångarna Paul Rodgers och Adam Lambert.
Gruppen har givit ut 15 studioalbum och uppskattas ha sålt mellan 180 miljoner till 300 miljoner skivor, vilket gör gruppen till en av världens bäst säljande musikartister. 1990 tilldelades Queen en Brit Award från British Phonographic Industry för "enastående bidrag till den brittiska musiken". 2001 blev de invalda i Rock and Roll Hall of Fame and Museum. Varje medlem i bandet har skrivit hitsinglar och alla fyra invaldes 2003 i Songwriters Hall of Fame. 2005 tilldelades Queen en Ivor Novello för "enastående sångkollektion" och 2018 fick man en Grammy Lifetime Achievement Award. I mars 2025 meddelades att Queen tilldelades 2025 års Polarpris.
Bland gruppens mest kända låtar kan nämnas: Killer Queen, Bohemian Rhapsody, Another One Bites The Dust, Don't Stop Me Now, We Are the Champions, We Will Rock You, I Want to Break Free, Under Pressure, Radio Ga Ga och The Show Must Go On.

## Historia

### Åren med Mercury och Deacon

#### 1970–1974: De tidiga åren

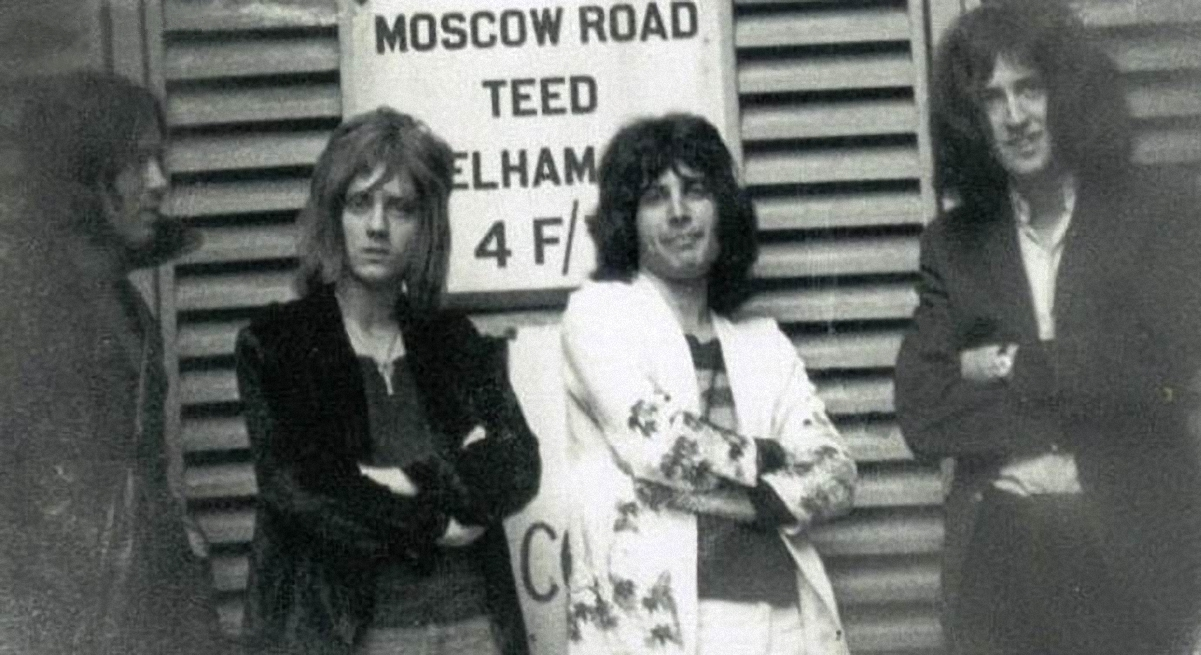
Queen 1970, fr.v: Mike Grose, Roger Taylor, Freddie Mercury och Brian May.

Som studenter spelade Brian May och Roger Taylor i bandet Smile tillsammans med sångaren och basisten Tim Staffell. I början av 1969 tog Staffell med sin kompis och rumskamrat Farrokh "Freddie" Bulsara, till spelningarna. Bulsara kom att fungera bra ihop med May och Taylor och följde Smiles karriär på nära håll. Som ledare och sångare i andra universitetsgrupper som Ibex, Wreckage och Sour Milk Sea, delade Bulsara gärna med sig av sina musikaliska och konstnärliga idéer för att Smile skulle kunna utvecklas vidare. När Staffell lämnade Smile för att gå med i bandet Humpy Bong övertygade Bulsara May och Taylor att fortsätta samarbetet med honom. Han föreslog namnet Queen som han tyckte var starkt och universellt och hade visuell potential. Basist i bandet blev Mike Grose som tidigare spelat med Taylor i bandet The Reaction. Det nya bandet gjorde sitt första liveframträdande den 27 juni 1970 vid ett välgörenhetsarrangemang för Röda korset som Taylors mor var med och anordnade. Vid den här tiden ändrade Freddie sitt efternamn till Mercury, inspirerad av en rad i låten "My Fairy King".
Bandet hade dock problem med basister. Mike Grose lämnade i augusti 1970 och ersattes av Barry Mitchell, som snart också han lämnade bandet. Doug Bougie blev bandets tredje basist men han fick sparken efter bara två spelningar i februari 1971. I början av 1971 presenterades May och Taylor för John Deacon på ett diskotek och som därefter fick provspela. De andra imponerades av hans spel och hur skicklig han var med elektronik, så han blev bandets slutliga basist. Efter Deacons ankomst började man repetera regelbundet och jobba med material till det som skulle bli bandets två första album.
1973 skrev Queen ett avtal med Trident Studios/EMI. I juli samma år gav de ut sitt debutalbum, Queen, som var starkt influerat av heavy metal och progressiv rock. På albumet finns kännetecknen från senare album; tunga rockspår som plötsligt brister ut i långsamma pianobaserade ballader med harmonisk sång och gitarr. Albumet blev väl mottaget av kritiker och Gordon Fletcher i tidskriften Rolling Stone skrev: "deras debutalbum är superbt", och enligt Daily Herald var det "en debut över medel". Albumet fick dock väldigt lite uppmärksamhet och singeln "Keep Yourself Alive" sålde inte i särskilt stor utsträckning. Senare har den kommit att ses som albumets höjdpunkt och 2008 återfanns den i Rolling Stones lista över de "100 bästa gitarrlåtarna genom tiderna". Albumet blev senare guldcertifierat i både Storbritannien och USA.
I februari 1974 uppträdde bandet för första gången i det brittiska topplisteprogrammet Top of the Pops där de framförde låten "Seven Seas of Rhye". Den blev gruppens första hit med en tionde plats på singeltoppen i Storbritannien. I mars samma år gavs Queen II ut, som nådde femteplatsen i Storbritannien och därmed blev bandets debut på den brittiska albumlistan. Albumets omslag är fotograferat av Mick Rock. Fotot skulle senare användas som bas för musikvideon till "Bohemian Rhapsody". Albumet är bandets första verkliga testament till dess distinkta ljudmattor och innehar långa komplexa instrumentpassager, texter med fantasytema och musikalisk virtuositet. Albumet innehåller också den sex minuter långar "The March of the Black Queen", som inte har någon refräng. Flera av låtarna var för komplexa för att framföras live. Kritiken var blandad; Winnipeg Free Press kallade det för ett "överproducerat odjur". Allmusic har beskrivit albumet som en favorit bland gruppens mest inbitna fans och det är det första av tre Queenalbum att ingå i boken 1001 album du måste höra innan du dör.

#### 1974–1979: Genombrott och berömmelse

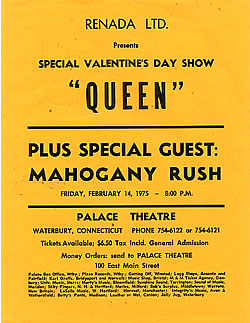
En affisch för gruppens konsert i Waterbury 1975.

I samband med utgivningen av Queen II gjorde gruppen en turné i Storbritannien följt av sin första turné i Nordamerika – där man agerade förband till Mott the Hoople. Queen tvingades dock avbryta turnén efter att May drabbats av hepatit. Medan han återhämtade sig började resten av bandet arbeta med nästkommande album. När Queen gav ut sitt tredje album, Sheer Heart Attack, i slutet av 1974 kom det definitiva genombrottet. Albumet toppade albumlistan i Storbritannien och gav bandet en guldskiva i USA. Två singlar gavs ut från albumet: "Killer Queen" och "Now I'm Here". Den förstnämnda är en av bandets mest kända låtar, som förenar brittisk music hall med Mays gitarrvirtuositet och nådde andra plats på den brittiska singellistan och tolfte på den amerikanska Billboardlistan. "Now I'm Here", en mer klassisk hårdrocklåt, hamnade på elfte plats på singellistan i Storbritannien. Det tredje albumet har något lättare influenser än de två första, mer radiovänlig musik och består av en blandning av musikstilar: brittisk music hall, heavy metal, ballader, ragtime och karibisk stil. Det var ett innovativt album som introducerade nya sound och melodimönster som senare skulle komma att raffineras i nästa album, A Night at the Opera. 2006 rankade Classic Rock albumet som nummer 28 i deras lista över "de 100 bästa brittiska rockalbumen någonsin", och året därpå rankades det av Mojo som nummer 88 i deras lista över "100 album som förändrade världen". Albumet är också det andra av tre Queenalbum att ingå i boken 1001 album du måste höra innan du dör.
Bandet gav sig ut på en världsturné i januari 1975 där varje medlem bar kläder designade av Zandra Rhodes och där man på scenen använde sig av mer ljus och effekter än tidigare. Man gjorde en egen turné i USA och spelade i Kanada för första gången. Därefter gjorde man åtta konserter i sju städer i Japan mellan mitten av april och början av maj. Då gruppen anlände till Japan överväldigades man av mottagandet och det stora intresset; alla konserter var utsålda och hela landet verkade drabbat av Queenfeber. Under turnén förhandlade bandet om att bryta kontraktet med produktionsbolaget Trident, vilket ledde till att Queen stod utan manager. Gruppen fick bland annat erbjudande från Led Zeppelins manager Peter Grant som dock ville att de skulle skriva på för Led Zeppelins produktionsbolag, Swan Song Records. Queen tackade nej och det slutade med att Elton Johns manager John Reid fick jobbet.
I november 1975 gav Queen ut sitt fjärde studioalbum, A Night at the Opera, namnet var taget efter bröderna Marx film med samma namn. Det var det dyraste album som dittills hade producerats. Likt föregående album innehåller det flera olika musikstilar och experiment med stereoljud. "The Prophet's Song" är ett åtta minuter långt epos med en mittensektion bestående av en kanon med enkla fraser i flera skikt för att skapa intrycket av en hel kör. Albumet blev en stor framgång i hemlandet, och gav Queen en trefaldig platina i USA. I Storbritannien röstades det fram som det 13:e bästa albumet genom tiderna i en omröstning av Channel 4. Det har också rankats högt i internationella omröstningar: i en omröstning av Guinness rekordbok placerades det som det 19:e bästa albumet genom tiderna, medan det i Australien hamnade på plats 28 i en omröstning gjord av Australian Broadcasting Corporation. Kritiker har ofta haft med A Night at the Opera på "bästa album"-listor. Det har bland annat listats i tidningen Q (plats 16) och Rolling Stone (plats 11). Albumet är också det tredje och sista av Queens album att ingå i boken 1001 album du måste höra innan du dör.
Albumet innehöll också låten "Bohemian Rhapsody", som gavs ut som första singel och därefter låg etta på den brittiska singellistan i nio veckor. Mercurys nära vän och radio-DJ:n Kenny Everett hade en stor roll i att singeln exponerades till den brittiska allmänheten. Bakom Band Aids "Do They Know It's Christmas?" och Elton Johns "Candle in the Wind 1997" är det den tredje bäst säljande singeln genom tiderna i Storbritannien. I USA nådde låten som bäst plats 9 (1992 gavs den åter ut och nådde då plats 2). Låten är den enda som sålts i över en miljon exemplar vid två separata tillfällen och den enda att ha varit etta på singellistan i Storbritannien över julhelgen två gånger. "Bohemian Rhapsody" har vid flera tillfällen också röstats fram som världens bästa låt. Videon var banbrytande på sin tid och anses idag vara den första riktiga marknadsföringsvideon. Som ett resultat förändrades marknadsföringen av popmusiken för alltid. Enligt May spelades video in så att gruppen skulle slippa att mima låten på Top of the Pops, då det hade sett märkligt ut att mima till en så komplex låt.
Den första låten på A Night at the Opera har sagts handla om Norman Sheffield samt gruppens förra management på Trident, på grund av att bandet var panka trots framgångarna med föregående album. Albumets andra singel, Deacons "You're My Best Friend", nådde som bäst plats 16 i USA och blev en topp 10-hit på flera ställen världen över. På den följande turnén, som inleddes i november 1975, besökte bandet Europa, USA, Japan och Australien.

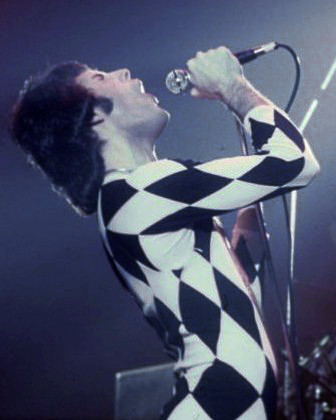
Mercury under en konsert i New Haven, Connecticut 1977.

Gruppen återvände till studion 1976 för att spela in nästa album, A Day at the Races, som ses ett systeralbum till A Night at the Opera. Även detta album är uppkallat efter en av bröderna Marx filmer, och omslaget liknar föregångarens, en variation av Queens logotyp, denna gång mot svart bakgrund. Den ena av bröderna, Groucho, bjöd hem Queen till Los Angeles i mars 1977, där gruppen tackade honom personligen samt framförde låten "'39" för honom a cappella. Albumet togs emot väl av både fans och kritiker och nådde första plats både i Storbritannien och Japan. I USA nådde det som bäst plats fem. Den mest framgångsrika singeln från albumet blev "Somebody to Love", en gospelinspirerad låt där Mercury, May och Taylor lyckades låta som en hel gospelkör genom multitracking. Låten gick upp på andra plats i Storbritannien, och trettonde på singeltoppen i USA. Albumet innehåller också en av bandets tyngsta låtar: Mays "Tie Your Mother Down" som därefter spelades live på samtliga av Queens turnéer. På låten "Teo Torriatte (Let Us Cling Together)" sjungs två av refrängerna på japanska – låten är en hyllning till landet i öst där gruppen hade ett speciellt förhållande till sin publik. Samma år gjorde Queen ett av sina mest berömda framträdanden: en gratiskonsert i Hyde Park i London som satte publikrekord med 150 000 bekräftade besökare. Under den efterföljande turnén gjorde Queen utsålda konserter i bland annat Madison Square Garden i New York och Earls Court i London.
Bandets sjätte studioalbum, News of the World, gavs ut 1977 och har platinacertifierats fyra gånger i USA och två gånger i Storbritannien. Det innehåller bland annat "We Will Rock You" och rockballaden "We Are the Champions" som var skräddarsydda för liveuppträdanden och båda var framgångsrika världen över – den sistnämnda nådde som bäst plats fyra på singellistan i USA. Båda låtarna spelas fortfarande ofta på sportevenemang och hör till världens mest populära låtar. Queen påbörjade News of the World tour i november 1977 under vilken de sålde ut ytterligare två konserter i Madison Square Garden. Året därpå tilldelades bandet Madison Square Garden Gold Ticket Award för att ha sålt fler än 100 000 biljetter vid arenan.
1978 spelade bandet in och gav ut sitt sjunde album, Jazz, som nådde plats två i Storbritannien och plats sex i USA. Albumet innehåller låtarna "Fat Bottomed Girls" och "Bicycle Race" som gavs ut som dubbelsidig singel, samt "Don't Stop Me Now" som i Storbritannien nådde plats nio som bäst. Initialt fick albumet något sämre kritik och Rolling Stone ansåg att det var tråkigt, att "Queen har inte tillräckligt med fantasi för att spela jazz – Queen har inte ens tillräcklig fantasi för att spela rock & roll" och anklagade bandet för att vara fascistiskt. Albumet har dock på senare år fått bättre kritik. Omslaget inspirerades av en målning på Berlinmuren.
1978 turnerade Queen i USA och Kanada och tillbringade en stor del av 1979 med att turnera i Europa och Japan. Från Europaturnén gav man ut sitt första livealbum, Live Killers, som sålde platina två gånger i USA. Gruppen gav även ut succésingeln "Crazy Little Thing Called Love", en rockabilly-låt i Presleystil. Låten blev en topp 10-hit i många länder, låg etta i Australien i sju veckor i följd och var dessutom bandets första singeletta i USA där den låg i topp under fyra veckor. Mercury skrev låten på gitarr och spelade också gitarr både på inspelningen och vid liveframträdanden, vilket var första gången han spelade gitarr vid konserter. Den 26 december 1979 spelade Queen på öppningskvällen för Concert for the People of Kampuchea i London, detta organiserades av Paul McCartney och var för välgörande ändamål. I oktober samma år köpte Queen Mountain Studios i Montreux.

#### 1980–1983: Nytt sound; syntarna dyker upp
Queen inledde 1980-talet med succéalbumet The Game, bandets åttonde studioalbum. The Game spelades in i Musicland Studios i München och producerades av Queen tillsammans med Reinhold Mack. Det innehöll singlarna "Crazy Little Thing Called Love" och "Another One Bites the Dust" som båda blev singelettor i USA. Efter att ha bevittnat en Queenkonsert i Los Angeles, föreslog Michael Jackson för Mercury att gruppen skulle ge ut den sistnämnda som singel. I oktober 1980 låg den under tre veckor högst upp på singellistan i USA där den har sålts i över 4 miljoner exemplar. The Game toppade också albumlistan i USA under fem veckor och har där sålts i över fyra miljoner exemplar. På albumet övergav bandet sin tidigare tradition och använde för första gången syntar. Albumen dessförinnan var försedda med texten "No synthesizers" (inga syntar). I september 1980 spelade Queen inför ytterligare tre utsålda konserter på Madison Square Garden. Samma år gav Queen även ut ett nionde studioalbum med originalmusiken till filmen Blixt Gordon. Det nådde som bäst plats 10 i Storbritannien. I januari 1981 tilldelades Queen en American Music Award då "Another One Bites the Dust" van i kategorin "Favorite Pop/Rock Single". Queen var också nominerade i "Favorite Pop/Rock Band, Duo, or Group". 
Våren 1981 gjorde Queen en lyckad turné i Sydamerika och blev det första stora rockbandet att spela på arenor i Latinamerika. Under turnén gjorde bandet fem konserter i Argentina där en av konserterna var inför 300 000 personer, vilket var den största enskilda konserten i Argentinas historia. De slog också publikrekord genom att spela inför 251 000 personer på Morumbi Stadium i São Paulo i Brasilien under två dagar den 20 och 21 mars. Första kvällen spelade de inför 131 000, och var vid denna tidpunkt den största (betalande) publiken någonsin för en artist eller grupp. Hela turnén drog nästan en halv miljon besökare under åtta konserter. Senare samma år spelade gruppen inför fler än 150 000 personer den 9 oktober i Monterrey samt den 17:e och 18:e i Puebla, Mexiko.  

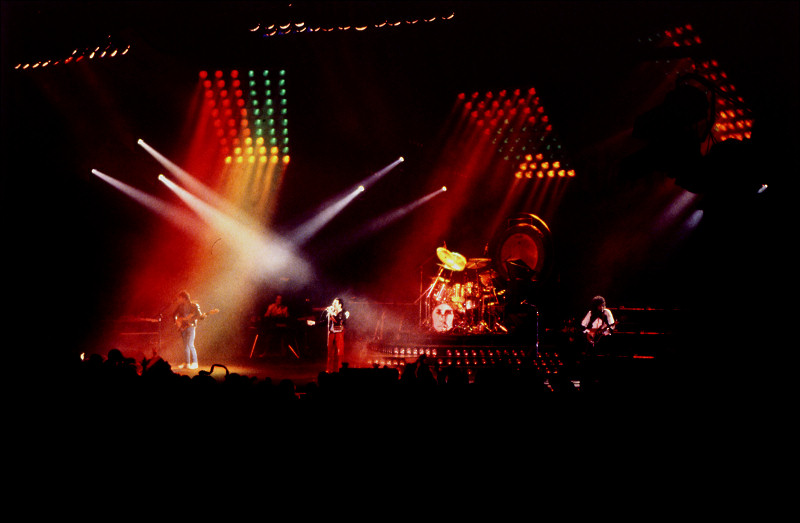
Queen under en konsert vid Drammenshallen i Drammen den 12 april 1982.

Samma år samarbetade bandet för första gången med en annan artist, David Bowie i hitsingeln "Under Pressure", vilken blev en stor framgång i Europa, bland annat etta i Storbritannien. Samarbetet blev till av en slump genom att Bowie fanns på besök i Montreux och blev inbjuden av Queens tekniker David Richards att komma till deras studio Mountain Studios just när gruppen höll på att spela in sitt nästa album, Hot Space. Efter en middag tillsammans kom förslaget att försöka skriva något eget tillsammans och en jamsession började i studion. Gruppen gillade resultatet, och spelade låten första gången i november 1981 under två utsålda konserter i Montréal i Kanada. Konserterna filmades och gavs ut på CD och DVD 2007 under titeln Queen Rock Montreal.
Bandet gav under 1981 ut sitt första samlingsalbum, Greatest Hits. Det består av deras mest populära låtar under perioden 1974–1981 och är det album som sålt bäst i musikindustrins historia i Storbritannien. Skivan har sålt platina 21 gånger (över 6,3 miljoner exemplar), det är cirka 700 000 exemplar fler än Abbas Abba Gold – Greatest Hits som är tvåa på denna lista. I USA har albumet platinacertifierats åtta gånger och har sålts i över 25 miljoner exemplar världen över. 1981 blev också Taylor gruppens första medlem att ge ut ett eget soloalbum, Fun in Space.
Inspirerade av framgången med "Another One Bites the Dust" bestämde sig Queen för att experimentera med funk och disco till albumet Hot Space som gavs ut 1982. Större delen av albumet spelades in i München under en av de mest trubulenta perioderna i bandets historia. Varken May eller Taylor var särskilt förtjusta i gruppens nya sound och båda var väldigt kritiska till det inflytande Mercurys manager Paul Prenter hade på sångaren. Hot Space mottogs varken väl av kritiker eller fans och nådde som bäst plats 4 och 22 i Storbritannien respektive USA. Den 14 och 15 september 1982 spelade Queen sina två sista konserter i USA med Mercury som sångare, på The Forum i Inglewood. Bandet slutade att turnera i Nordamerika efter Hot Space-turnén då deras framgångar där började avta. De uppträdde dock på amerikansk TV under premiären av den åttonde säsongen av Saturday Night Live i september 1982. Deras nedgång i populatitet i USA berodde delvis på homofobi: "Vid vissa konserter på bandets amerikaturné 1980 kastade fans engångsrakblad på scenen: De gillade inte denna identitet av Mercury – vad de uppfattade som en modig, gay rock & roll-hjälte – och de ville att han skulle göra sig av med den." Samma år lämnade Queen Elektra Records, deras skivbolag i Australien, Japan, Kanada, Nya Zeeland och USA, och skrev istället på för EMI/Capitol Records.
Efter att ha arbetat konstant i över tio år på scen eller i studio bestämde sig Queen för att inte göra några liveframträdanden 1983. Detta skapade rykten om ett uppbrott, vilket skulle bestå under resten av deras karriär. Istället spelade de in ett nytt album, och flera av bandmedlemmarna ägnade sig åt sidoprojekt och soloarbeten. Exempelvis gav May i samarbete med bland andra Eddie Van Halen ut minialbumet Star Fleet Project. Taylor gav ut sitt andra studioalbum, Strange Frontier.

#### 1984–1989: Tillbaka till rocken

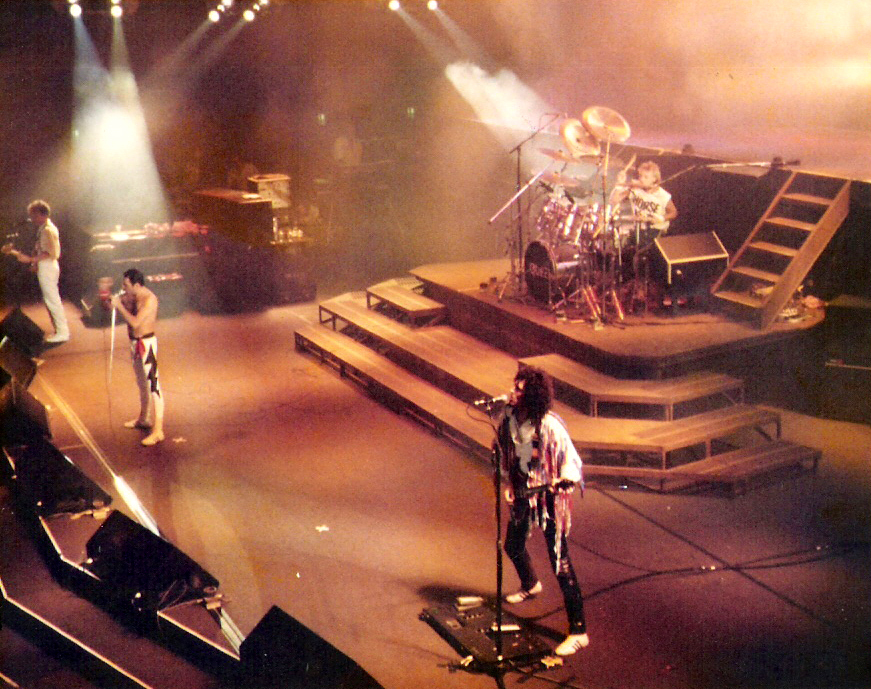
Queen under en konsert i Frankfurt 1984.

Queen gav 1984 ut sitt elfte studioalbum, The Works, som delvis går tillbaka till rockrötterna, men liksom det föregående albumet har det starka popinfluenser. Albumet innehåller de framgångsrika singlarna "Radio Ga Ga", "I Want to Break Free", "Hammer to Fall" och "It's a Hard Life". Trots ett nytt skivbolag i ryggen blev inte skivan den framgång i USA bandet hoppats på. I Europa och Storbritannien behöll Queen dock sin popularitet och "Radio Ga Ga" toppade listorna i hela 19 länder och hamnade tvåa i Storbritannien. I Storbritannien platinacertifierades albumet tre gånger och låg kvar på albumlistan i två års tid. Taylors "Radio Ga Ga" är den Queensingel som haft störst framgång i Sverige som bandet enda singeletta.
En del av musikvideon till "I Want to Break Free" gjordes som en parodi på den brittiska tv-serien Coronation Street. Gruppens medlemmar uppträdde i kvinnokläder, men publiken utanför Storbritannien förstod inte kopplingen. Idén med kvinnokläderna hade dock varit Taylors: "Vi hade gjort några riktigt seriösa, episka videor tidigare, och vi ville bara ha lite kul. Vi ville att folk skulle veta att vi inte tog oss på så stort allvar, att vi fortfarande kunde skratta åt oss själva. Jag tycker att vi bevisade det." Singeln blev en av Queens mest långlivade på den brittiska hitlistan och låg stadigt på topp 10 i femton veckor samtidigt som videon censurerades i USA.
1984 påbörjades The Works tour, bandets första med keyboardisten Spike Edney som extra turnémusiker. Turnén innehöll bland annat nio utsålda konserter i Sydafrika där de uppträdde på arenan Sun City i Bophuthatswana. Queen blev därefter föremål för massiv kritik då de spelat i landet under kulmen av apartheid och brutit mot de världsomfattande protestaktionerna mot apartheid. Eftersom gruppen ansåg sig vara ett icke-politiskt band, hävdade de bara att de spelade musik för fansen i landet, och betonade att konserterna hölls inför slutna sällskap och en blandad publik av svarta och vita. Även andra artister, såsom Elton John, Cliff Richard och Rod Stewart, hade uppträtt i Sun City men varken press eller musikerfacket blidkades av det eller det faktum att Queen skänkte stora summor pengar från sina konserter i Sydafrika till utsatta barn i landet. De gav också ut en specialversion av albumet Live Killers där alla intäkter (inklusive skivbolaget EMI:s) donerades till en skola för döva och blinda barn. Musikerfacket bötfällde bandet som betalade böterna med villkoret att även dessa pengar skulle gå till välgörande ändamål.
1985 gjorde Queen två uppträdanden i rockfestivalen i Rio de Janeiro i Brasilien. Klockan 2 på morgonen den 12 januari spelade de inför uppskattningsvis 250 000–300 000 personer, och satte med det nytt publikvärldsrekord. Den 19 januari spelade de där igen som avslutning på festivalen och de 250 000–300 000 platserna fylldes på nytt. Hela festivalen spelades in av TV och Queen köpte rättigheterna för att ge ut sitt framträdande på video; vilket också skedde i maj samma år under namnet Live in Rio med sexton låtar från de båda konserterna. I april och maj 1985 avslutades The Works tour med utsålda konserter i Australien och Japan.
Den 13 juli 1985 medverkade bandet på Live Aid, en välgörenhetskonsert med flera av världens mest kända artister. Enligt organisatörerna Bob Geldof och Midge Ure var Queen det bästa bandet och bland annat Cliff Richard och Elton John menade att gruppen "stal showen totalt". Bandet inledde med att spela första delen av "Bohemian Rhapsody" och fortsatte med de nya låtarna "Radio Ga Ga" och "Hammer to Fall" samt "Crazy Little Thing Called Love" från 1979 och avslutade med "We Will Rock You" och "We Are the Champions". Queens framträdande på galan har i efterhand röstats fram som världens bästa rockgig genom alla tider. Senare samma kväll framförde Mercury och May "Is This the World We Created...?"
Uppmuntrade av publikens respons vid Live Aid-galan och den ökande skivförsäljningen gav Queen i slutet av 1985 ut singeln "One Vision", samt en box innehållande samtliga Queenalbum med titeln The Complete Works. Boxen inkluderade julsingeln från 1984, "Thank God It's Christmas", samt tidigare outgivet material. I början av 1986 spelade bandet in sitt tolfte studioalbum, A Kind of Magic, som bland annat innehöll originalmusiken till Russell Mulcahys film Highlander. Albumet blev en succé med hits såsom "Friends Will Be Friends", "Who Wants to Live Forever", och titelspåret "A Kind of Magic". Albumet sålde dock mindre bra i USA och nådde som bäst plats 46. Låten "Princes of the Universe" blev senare signaturmelodi till TV-serien Highlander.
Den 7 juni inledde bandet sin största turné, Magic Tour, på Råsundastadion i Solna med Gary Moore och Treat som förband. Detta kom att bli gruppens sista med Mercury. Turnéframträdandena på Wembley Stadium i London den 11 och 12 juli resulterade i dubbellivealbumet Live at Wembley '86, som både gavs ut på CD, VHS och senare DVD. Bandet försökte boka arenan för en tredje kväll men då den var reserverad för annat spelade man istället på Knebworth Park i Stevenage den 9 augusti. Biljetterna till konserten såldes slut inom två timmar och över 125 000 fans fyllde parken till det som skulle bli Queens sista liveframträdande med Mercury. Under turnén spelade gruppen också på Slane Castle, Irland, där man med 95 000 människor i publiken slog arenans tidigare publikrekord. Queen spelade också bakom järnridån när de spelade inför en publik på 80 000 på Nepstadion i Budapest. Detta var en av de största rockkonserterna som någonsin hållits i östra Europa. Mer än 1 miljon människor såg turnén – 400 000 bara i Storbritannien, rekord vid den tiden.
Efter Magic tour ägnade sig samtliga medlemmar åt sina privatliv och diverse soloprojekt. Mercury samarbetade bland annat med sopranen Montserrat Caballé och gav ut studioalbumbet Barcelona 1988. I maj 1989 gav bandet ut sitt trettonde studioalbum The Miracle med singlarna "I Want It All" (trea i England, och etta i flera europeiska länder), "Breakthru", "The Invisible Man", "Scandal" och "The Miracle". Det var musikaliskt likt föregående album, A Kind of Magic, med ett raffinerat pop-rock-sound och några tyngre nummer, såsom "I Want It All" och "Was It All Worth It". På The Miracle står hela bandet som upphovsman för samtliga låtar. Tidigare hade nästan alla låtar tillskrivits en enskild medlem.

#### 1990–1997: Mercurys död och de sista albumen

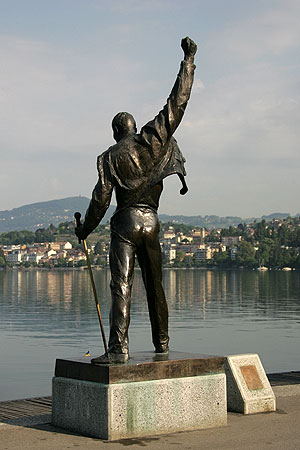
Staty av Mercury i Montreux vid Genèvesjön. Queen hade en inspelningsstudio i staden.

Mot slutet av 1980-talet började rykten spridas i skvallerpressen att Freddie Mercury hade aids. Trots att ryktena var sanna förnekade Mercury in i det sista att han var sjuk, och insisterade att han bara var "utmattad" och för upptagen för att ställa upp på intervjuer – han var nu över 40 år och hade varit involverad i musikbranschen i nästan två decennier. Mercury hade diagnostiserats HIV-positiv 1987, men offentliggjorde inte sin sjukdom: han talade endast om detta för sin innersta krets med vänner och kollegor.
Gruppen beslutade sig för att fortsätta producera sina album med hemligheten bevarad. 1990 avslutade Queen sitt avtal med Capitol och skrev istället ett avtal med Hollywood Records. Genom detta avtal fick Disney distributionsrättigheterna för hela Queens katalog för 10 miljoner dollar, och är fortsatt bandets katalogägare och distributör i USA och Kanada. I februari samma år gjorde Mercury sitt sista offentliga framträdande då han tillsammans med övriga medlemmar i Queen emottog en BRit Award för "Outstanding Contribution to British Music". Resten av året fortsatte rapporterna i media om att Mercury var svårt sjuk, men han fortsatte förneka dem.
Queens fjortonde studioalbum Innuendo gavs ut i början av 1991. Den episka låten "Innuendo" gavs ut som albumets första singel och blev Queens andra att bli etta i Storbritannien. "The Show Must Go On" gavs ut som singel inför bandets Greatest Hits II. Låtens musikvideo innehöll arkivklipp från olika framföranden av Queen mellan 1981 och 1989 och tillsammans med låtens text gjorde detta av rapporterna om att Mercury var döende späddes på ytterligare. Enligt May var Mercury svårt sjuk och hade svårt att gå när bandet spelade in låten 1990. På grund av detta var gitarristen osäker om han var fysiskt kapabel att sjunga låten, men May erinrade sig att han "satte den fullständigt". Greatest Hits II gavs ut i oktober 1991 och är det tionde bäst säljande albumet någonsin i Storbritannien, det sjunde bäst säljande i Tyskland, det trettonde bäst säljande i Frankrike och har sålts i 16 miljoner exemplar världen över.
Den 23 november 1991 bekräftade till slut Mercury i ett pressmeddelande från sin dödsbädd att han hade AIDS. Dagen därpå avled han, 45 år gammal, av lunginflammation från komplikationer av AIDS. Han begravdes privat enligt zoroastrismens föreskrifter, med familjen och de närmaste vännerna närvarande. "Bohemian Rhapsody" gavs åter ut som singel i samband med Mercurys död tillsammans med "These are the Days of Our Lives" som dubbel A-sida. Musikvideon till den sistnämnda innehåller Mercurys sista framträdande framför kameran. Låten återfinns på albumet Innuendo och musikvideon spelades in i maj 1991. Han var då mycket sjuk och man gjorde filmen i svartvitt, dessutom sminkades han hårt för att gömma sjukdomen så gott det gick. Singeln gick in som etta i Storbritannien, där den höll sig kvar under fem veckor, och "Bohemian Rhapsody" är därmed den enda låt som legat etta i Storbritannien i fyra olika år (1975, 1976, 1991 och 1992). Intäkterna från singeln – ungefär 1 000 000 pund – donerades till Terrence Higgins Trust, en brittisk välgörenhetsorganisation för kampen mot HIV och AIDS.
Queens popularitet i Nordamerika ökade något när "Bohemian Rhapsody" fanns med i filmen Wayne's World 1992. Detta hjälpte låten att nå plats nummer 2 på Billboard Hot 100 under fem veckor 1992, samt gav bandet en MTV Award på MTV Video Music Awards 1992. Samlingsalbumet Classic Queen nådde plats fyra på Billboard 200 och har platinacertifierats tre gånger i USA. Bilder från Wayne's World användes för att göra en ny version av musikvideon för "Bohemian Rhapsody".
Den 20 april 1992 samlades publiken åter på Wembley Stadium i London till hyllningskonserten The Freddie Mercury Tribute Concert. De kvarvarande medlemmarna framförde flera Queenlåtar tillsammans med gästartister, däribland David Bowie, Roger Daltrey från The Who, Def Leppard, Bob Geldof, Guns N' Roses, Tony Iommi från Black Sabbath, Elton John, Annie Lennox, Metallica, George Michael, Liza Minnelli, Robert Plant från Led Zeppelin och Paul Young. Konserten TV-sändes och sågs av mer än 1 miljard tittare världen över, samt de 72 000 som såg den på plats. Alla intäkter från konserter gick till aidsforskning. Konserten finns med i Guinness rekordbok som den största välgörenhetskonserten till minne av en rockstjärna.
Queen upplöstes inte efter Mercurys död. Deacon, May och Taylor samlades för att avsluta inspelningen av ett femtonde studioalbum Made in Heaven. Det kom ut 1995 och består av material efter inspelningen av tidigare studioalbum, Mercurys sista inspelningsessioner från 1991 samt omarbetat material från Mercurys, Mays och Taylors soloalbum. Efter att man spelat in Innuendo började medlemmarna i januari 1991 spela in ett sista album med Mercury, bland annat i studion i Montreux. De visste att de gick på lånad tid och att risken var stor att de inte skulle kunna spela in ett helt album. Men Mercury bad de andra att skriva så mycket material som möjligt. Under den här studiesessionen sjöng han bland annat in "A Winter's Tale", "You Don't Fool Me" och "Mother Love". Det var de sista nyskrivna låtarna, och den sistnämnda kom att bli hans sista låt. Albumet blev en stor kommersiell framgång och har blivit deras bästsäljande studioalbum, och är Queens enda albumetta i Sverige. Även i Storbritannien gick albumet in som nummer ett, bandets nionde albumetta, och har sålts i 20 miljoner exemplar världen över. Fem låtar från albumet blev hamnade på topp 20 i Storbritannien: "Heaven for Everyone", "A Winter’s Tale", "Let Me Live", "Too Much Love Will Kill You" och "You Don’t Fool Me". Den 25 november 1996 avtäcktes en staty av Mercury i Montreux, vid Genèvesjön, nästa exakt fem år efter hans död.
1997 återvände bandet till studion och spelade in låten "No-One but You (Only the Good Die Young)", en hyllning till Freddie Mercury och alla de som avlidit för tidigt. Det var den sista originallåt som bandets tre återstående medlemmar spelade in. Den gavs ut som bonusspår på samlingsalbumet Queen Rocks senare samma år. I januari 1997 framförde Queen "The Show Must Go On" med Elton John och Béjart Ballet i Paris under en minneskväll för Mercury. Detta kom att bli Deacons sista offentliga framträdande innan han valde att avsluta sin musikkarriär. Detta framträdande var den andra gången Queen spelade live sedan Mercurys död, vilket gjorde att Elton John manade gruppen att börja spela igen.

### Queen +

#### 1998–2004: Sporadiska liveframträdanden
May och Taylor spelade därefter på flera prisutdelningar och välgörenhetskonserter där de delade sång med olika gästvokalister. Under den här perioden kallade de sig själva för Queen +, följt av gästsångarens namn. 1998 medverkade duon på en välgörenhetskonsert anordnad av Luciano Pavarotti, där May framförde "Too Much Love Will Kill You" med Pavarotti. Därefter spelade de "Radio Ga Ga", "We Will Rock You" och "We Are the Champions" med Zucchero. I maj 2003 uppträdde de på samma tillställning igen. Flera av gästsångarna har spelat in nya versioner av Queens låtar under namnet Queen +, däribland Robbie Williams som sjöng "We Are the Champions" till soundtracket för filmen En riddares historia (2001).
1999 gavs samlingsalbumet Greatest Hits III ut. Det innehåller bland annat en rappversion av "Another One Bites the Dust" med Queen + Wyclef Jean och konsertversioner av "Somebody to Love" med George Michael respektive "The Show Must Go On" med Elton John. Vid den här tidpunkten hade bandets enorma mängder av sålda album gjort att de blivit den näst bäst säljande artisten genom tiderna i Storbritannien, bakom The Beatles. Den 18 oktober 2002 tilldelades Queen den 2 207:e stjärnan på Hollywood Walk of Fame för deras arbete i musikindustrin.
Queen spelade in fyra nya låtar 2003 för Nelson Mandelas 46664-arrangemang i kampen mot aids (namnet kommer från Mandelas nummer som fängslad). Låtarna var "Invincible Hope"” (med Nelson Mandela och Treana Morris), "46664 – The Call", "Say It’s Not True" och "Amandla" (med Anastacia och Dave Stewart). De finns med på tre album från konserten med samma namn.

#### 2004–2011: Samarbete med Paul Rodgers och nytt skivbolag

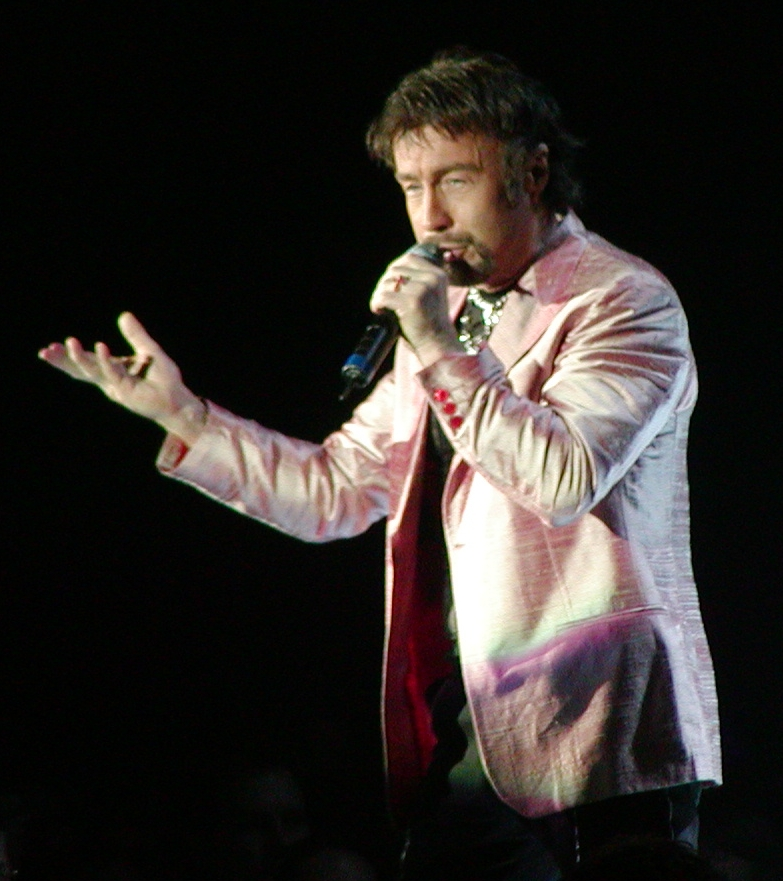
Paul Rodgers under turnén med Queen 2005.

I slutet av 2004 meddelade May och Taylor att de skulle turnera det följande året med Paul Rodgers (från Free och Bad Company). Deacon skulle dock inte vara delaktig och istället spelade Danny Miranda från Blue Öyster Cult bas. Konstellationen presenterades som "Queen + Paul Rodgers", vilket var menat som att Mercury inte på något vis ersattes som bandets sångare och frontfigur. I november 2004 var Queen bland de första att bli invalda i UK Music Hall of Fame och den efterföljande ceremonin var det första evenemang där Rodgers anslöt till May och Taylor som vokalist.
Under 2005 åkte Queen + Paul Rodgers ut på en världsturné, Queens första sedan deras sista turné med Mercury 1986. Taylor sade: "Vi trodde aldrig att vi skulle turnera igen, Paul [Rodgers] kom med av en slump och vi verkade ha en kemi. Paul är en sån bra sångare. Han försöker inte vara Freddie." Den första delen av turnén var i Europa, den andra i Japan och den tredje i USA 2006 där man framförde en första ny låt, "Take Love". Det var Queens första turné i Nordamerika sedan 1982. Hösten 2005 gav Queen + Paul Rodgers ut livealbumet Return of the Champions och en DVD från turnén, inspelad i Sheffield i England. I april 2006 gav de ut en andra live-DVD, Super Live i Japan, inspelad på Saitama Superarena i oktober 2005. I maj 2006 var Queen, Judas Priest, Def Leppard och Kiss de första rockband som hedrades för att ha influerat rocken vid ceremonin VH1 Rock Honors i Las Vegas. Bandet framträdde då med bland andra Foo Fighters.
Den 15 augusti samma år bekräftade May på sin webbplats att Queen + Paul Rodgers arbetade på sitt första studioalbum vars inspelningssessioner skulle komma att påbörjas i oktober samma år på "hemlig ort". Senare meddelades att albumet skulle vara klart 2008 och åtföljas av en turné. Den 30 november 2007 gav man ut låten "Say It's Not True" för gratis nedladdning på bandets officiella webbplats. Bandet spelade sedan på Mandelas 90:e födelsedagsfirande som hölls i Hyde Park, London den 27 juni 2008, dels för att fira Mandela, och dels för att återigen öka medvetenheten om hiv/aids-pandemin. Queen + Paul Rodgers studioalbum, The Cosmos Rocks, gavs ut i Europa den 12 september 2008 och i USA den 28 oktober 2008. Efter lanseringen av albumet åkte bandet återigen ut på en turné genom Europa som öppnades på Frihetstorget i Charkiv inför 350 000 ukrainska fans. Denna konsert gavs senare ut på DVD. Turnén gick därefter till Ryssland och bandet spelade två utsålda konserter på Olimpijskij i Moskva. Efter att ha avslutat den första delen av en omfattande Europaturné där gruppen spelade 15 utsålda konserter i nio länder, sålde den brittiska delen av turnén slut inom 90 minuter efter att biljettförsäljningen påbörjats. Den sista delen av turnén ägde rum i Sydamerika där man bland annat gjorde en utsåld konsert på Estadio José Amalfitani i Buenos Aires.
Queen och Paul Rodgers splittrades officiellt den 12 maj 2009. Rodgers sade då: "Min överenskommelse med [Queen] liknade mitt arbete med Jimmy [Page] i The Firm, då det aldrig var tänkt att vara permanent". Rodgers uteslöt dock inte möjligheten att arbeta med Queen igen.
Den 20 maj 2009 framförde May och Taylor "We Are the Champions" under säsongsfinalen av American Idol med vinnaren Kris Allen och tvåan Adam Lambert. I mitten av 2009, efter att gruppen gått skilda vägar med Paul Rodgers, meddelades det via Queens officiella webbplats att ett nytt samlingsalbum, Absolute Greatest, skulle komma att ges ut. Albumet släpptes den 16 november och nådde som bäst plats nummer tre på den brittiska albumlistan. Albumet innehåller 20 av Queens största hits och gavs ut i fyra olika format.
I oktober 2009 meddelade May att Queen inte hade några avsikter att turnera under 2010, men att det fanns en möjlighet till en konsert. Den 15 november 2009 framförde May och Taylor "Bohemian Rhapsody" tillsammans med finalisterna i The X Factor. I maj 2010 meddelade Queen att de hade lämnat EMI efter nästan 40 år Under andra halvan av 2010 bekräftades det att Queen undertecknat ett avtal med Universal Musics dotterbolag Island Records. För första gången sedan slutet av 1980-talet hade Queen samma distributör över hela världen. För att fira bandets 40-årsjubileum gavs gruppens fem första studioalbum åter ut den 14 mars 2011 i Storbritannien, i vissa andra områden gavs de ut som remastrade deluxeutgåvor. Nästa fem studioalbum släpptes över hela världen den 27 juni, med undantag för USA och Kanada (27 september). De sista fem släpptes i Storbritannien den 5 september.
Den 6 november, på MTV Europe Music Awards 2011, tilldelades Queen "Global Icon Award" av Katy Perry, emottaget av Brian May. Queen avslutade ceremonin med låtarna "The Show Must Go On", "We Will Rock You" och "We Are the Champions" med Adam Lambert som sångare. Framträdandet fick positiv respons från både fans och kritiker, vilket resulterade i spekulationer om framtida projekt med Lambert.

#### 2011–nutid: Adam Lambert ochQueen Forever

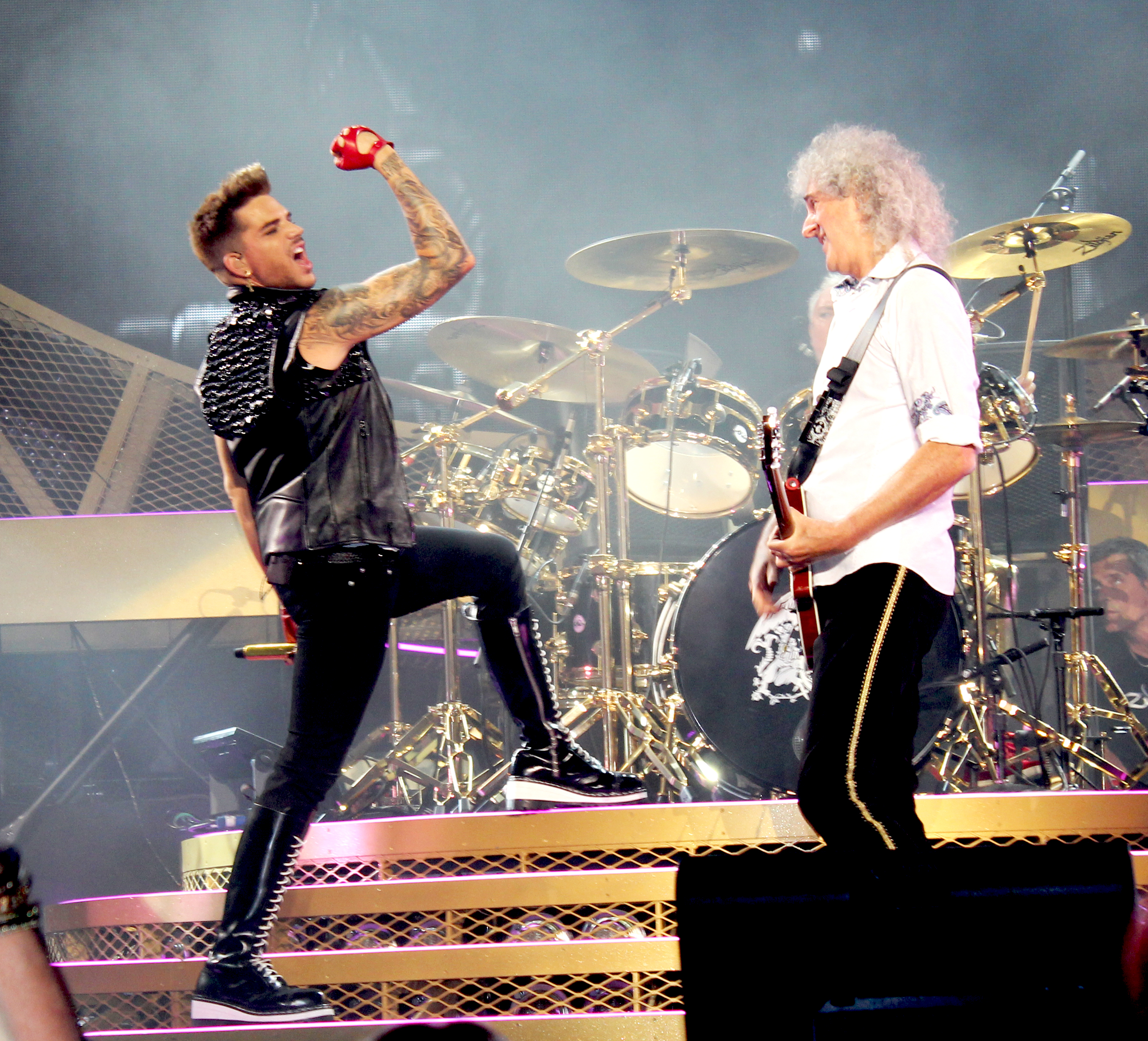
Brian May med Adam Lambert i New York 2014.

Den 25 och 26 april 2012 medverkade May och Taylor på den elfte säsongen av American Idol på Nokia Theatre i Los Angeles. Den första dagen framförde de ett Queenmedley med de sex finalisterna, och dagen därpå framfördes "Somebody to Love" tillsammans med 'Queen Extravaganza'. Queen var tänkta som huvudakt på Sonisphere Festival på Knebworth den 7 juli 2012 med Adam Lambert, innan festivalen ställdes in. Queens sista konsert med Mercury var på just Knebworth 1986. Innan den ställdes in kommenterade May: "det är en värdig utmaning för oss, och jag är säker på att Adam skulle bli godkänd av Freddie". Queen uttryckte sin besvikelse över den inställda konserten och meddelade att de letade efter ett annat ställe att spela på. Det meddelades senare att Queen + Adam Lambert skulle göra två konserter på Hammersmith Apollo i London den 11 och 12 juli 2012. Båda konserterna blev slutsålda inom 24 timmar efter biljettsläppet, vilket gjorde att man bokade in en tredje konsert i London den 14 juli. Den 30 juni samma år gjorde Queen + Lambert en gemensam konsert med Elton John i Kiev, Ukraina. I juli spelade gruppen också i Moskva, Ryssland och Wrocław, Polen.
Den 12 augusti spelade May och Taylor vid avslutningsceremonin för de Olympiska sommarspelen 2012 i London. Framträdandet öppnades med ett videoklipp på Mercury och följdes av en del av Mays "Brighton Rock"-solo innan Taylor och Jessie J anslöt för att framföra "We Will Rock You". Den 20 september 2013 spelade Queen + Adam Lambert på iHeartRadio Music Festival i Las Vegas. Den 6 mars meddelade bandet på Good Morning America att Queen + Adam Lambert skulle komma att turnera Nordamerika under sommaren 2014. Därefter spelade Queen för första gången någonsin i Sydkorea innan turnén gick vidare till Japan, Australien och Nya Zeeland. I en intervju med Rolling Stone sade May och Taylor att trots att turnén med Lambert är en begränsad sak, är de öppna för att han ska bli en officiell medlem, och spela in nytt material med honom.
I november 2014 gav Queen ut ett nytt album, Queen Forever. Albumet är till stor del ett samlingsalbum av tidigare utgivet material, men innehåller också tre nya låtar med sång av Mercury och till viss del nyinspelad instrumentation av May och Taylor. En av de nya låtarna, "There Must Be More To Life Than This", är en duett mellan Mercury och Michael Jackson.
Under sommaren 2016 turnerade bandet i Europa och Asien. Den 12 juni spelade de på Isle of Wight Festival där de tillägnade låten "Who Wants to Live Forever" offren för terrordådet i Orlando som inträffat samma dag. Den 12 september spelade bandet för första gången i Israel, inför 58 000 personer på Yarkon Park i Tel-Aviv. Sommaren 2017 turnerade bandet i Nordamerika, följt av en Europaturné i slutet av året. I februari och mars 2018 spelade de i Nya Zeeland och Australien. Den 24 februari öppnade Queen + Adam Lambert Oscarsgalan 2019, som hölls på Dolby Theatre i Los Angeles. I april samma år såldes samtliga datum slut för gruppens Rhapsody Tour som skulle komma att hållas i juni i Nordamerika. I januari 2020 turnerade bandet i Japan och Sydkorea, följt av konserter i Australien och Nya Zeeland den följande månaden. Den 16 februari 2020 återskapade bandet sitt set från Live Aid för första gången på 35 år på välgörenhetskonserten Fire Fight Australia som hölls på ANZ Stadium i Sydney.
Den 2 oktober 2020 gav Queen + Adam Lambert livealbumet Live Around the World som är en samling låtar från olika konserter inspelade mellan juni 2014 och februari 2020. Albumet nådde förstaplaceringar både i Storbritannien (Queens 10:e albumetta) och Australien. Den 31 december 2020 spelade Queen på det japanska TV-programmet Kōhaku Uta Gassen tillsammans med Yoshiki Hayashi och Sarah Brightman. 2021 tilldelades bandet priset Japan Gold Disc för fjärde gången (man hade tidigare erhållit priset 2005, 2019 och 2020). Priset går till den mest populära västerländska akten i Japan.
Den 4 juni 2022 öppnade Queen + Adam Lambert Platinum Party at the Palace, utanför Buckingham Palace, för Elizabeth II:s 70-årsjubileum som regent av Storbritannien. Bandet framförde tre låtar och öppnade med "We Will Rock You" som inleddes i ett komiskt inslag med drottning Elizabeth och Björnen Paddington.
En tidigare outgiven Queenlåt med Mercury som sångare och inspelad för över trettio år sedan, gavs ut den 13 oktober 2022. Låten hade tidigare av May och Taylor ansetts "oräddningsbar". Ytterligare fem tidigare outgivna låtar — "When Love Breaks Up", "You Know You Belong to Me", "Dog With a Bone", "Water", and "I Guess We're Falling Out" — kommer att ges ut den 18 november 2022 som en del av boxen The Miracle Collector's Edition.

## Musikalisk och artistisk produktion
Queens musik förekommer i många olika kulturella uttrycksformer. Utöver deras skivor och musikvideor har deras musik exempelvis använts i datorspel, film, tv, balett och musikal.

### Diskografi
- 1973 – Queen
- 1974 – Queen II
- 1974 – Sheer Heart Attack
- 1975 – A Night at the Opera
- 1976 – A Day at the Races
- 1977 – News of the World
- 1978 – Jazz
- 1980 – The Game
- 1980 – Flash Gordon
- 1982 – Hot Space
- 1984 – The Works
- 1986 – A Kind of Magic
- 1989 – The Miracle
- 1991 – Innuendo
- 1995 – Made in Heaven

### Musikvideor
Queen är känt för sitt användande av musikvideor. Till varje större singel som gavs ut med start från "Bohemian Rhapsody" 1975 till Mercurys sista medverkan i videon "These Are the Days of Our Lives" 1991 producerades även en musikvideo.
Musikvideon till "Bohemian Rhapsody" från 1975 anses av musikbranschen vara banbrytande och har ofta kallats den "första promovideon". Queen utnyttjade sitt dåvarande produktionsbolags kontakter med avancerad filmteknik, och för den tiden, mer sofistikerade visuella effekter än någon annan artist gjort tidigare. Filmen spelades egentligen in för att bandet var på turné samtidigt som de skulle uppträda "live" på Top of the Pops och kom med den att göra musikvideor till ett viktigt kommersiellt inslag vid lanseringen av musiksinglar.
Ett tecken på vilken genomslagskraft en musikvideo kunde ha visades vid Live Aid-galan när hela publiken, som inte bara bestod av Queenfans, gjorde dubbelklappningen från videon till Queens framförande av ”Radio Ga Ga”.
Queens konserter var visuella skådespel och deras ljusriggar och pyroteknik en imponerande uppvisning. Redan 1974 lekte bandet med tanken att ge ut en livevideo med en konsert på Rainbow Theatre i London. Den och inspelningen av en konsert på Earl's Court Arena 1977 har aldrig visats i sin helhet. Rainbowkonserten släpptes däremot 1992 på VHS nerkortad till 53 minuter i den speciellt framtagna Box Of Trix (i en begränsad upplaga). 2014 gavs det ut på nytt, på CD, DVD och Blu-Ray i en längre version. Det skulle dröja till 1984 då "We Will Rock You" (som spelades in i Montréal i november 1981) blev Queens entré i livevideovärlden. Trots att bandet inte tyckte om ljudmixen blev den en storsäljare på video. Först 2007 fick Queen Productions fulla rättigheter att använda Montréalinspelningen och remastrade både film och ljud till DTS 5.1 surroundljud. Eftersom råmaterialet var filmat på 35 mm film istället för video kom bildkvaliteten efter restaureringen till sin rätt även på Blu-ray. Denna nyutgåva blev också en stor försäljningsframgång med flera guld- och platinautmärkelser. Allteftersom turnéerna blev större och mer storslagna hade bandet sett till att använda de bästa regissörerna för att spela in sina konserter.
Den största turnén, och också den sista med Freddie Mercury, blev 1986 års The Magic tour. Under två dagar fylldes Wembley Stadium (11 och 12 juli) med 150 000 människor. Dessa konserter filmades nästan på dagen ett år efter den stora succén på Live Aid (den 13 juli 1985). Konserten gavs först ut 1990 på VHS nedklippt till 75 minuter. Även denna konsertfilm blev en storsäljare på VHS. Många fans var däremot besvikna eftersom hela konserten inte gavs ut i sin helhet förrän 1992 på CD. Det skulle dröja till 2003 innan man med rätt videoteknik kunde sammanställa hela konserten visuellt på DVD. Det var ett drag som skulle resultera i en av Queens mest sålda livefilmer på DVD, så även i Storbritanniens musikhistoria.
De sista filmklippen med Freddie spelades in den 30 maj 1991 till en av Queens mest finstämda ballader "These Are the Days of Our Lives" från albumet Innuendo. Den blev tillsammans med låten "The Show Must Go On" (från samma album) signifikativ med Freddies avsked till fansen. Under dessa sista inspelningsdagar var Freddie så sjuk att han stundtals inte kunde stå upp. Videoinspelningen visar en utmärglad sångare som, trots sin sjukdom, gav prov på en stark livsvilja och vitalitet in i det sista.
Efter Mercurys död i november 1991 har Queens produktionsbolag främst arbetat med att konvertera olika video- och konsertfilmer till olika format – VHS, laserskiva eller DVD.

### Digitala medier
Tillsammans med Electronic Arts gav Queen ut datorspelet The Eye 1997. Det blev dock både kritiserat och ett kommersiellt misslyckande. Själva musiken – låtar från Queens omfattande repertoar, i många fall ommixade i nya instrumentala versioner – uppskattades, men spelupplevelsen var dålig. Dessutom hade det tagit så lång tid att utveckla spelet att grafiken redan kändes föråldrad när spelet kom ut.
Under Mays och Taylors överinseende har flera projekt för att restaurera ljudkvaliteten genomförts av Queens omfattande repertoar, både av ljud och av film. Bland annat DVD-filmerna med konserterna Queen on Fire: Live at the Bowl (1982) och Live at Wembley Stadium (1986) samt Greatest Video Hits från 1970- och 1980-talen har getts remixade till Dolby 5.1 surround och DTS. A Night at the Opera gavs ut på nytt med några reviderade 5.1 mixar och åtföljande videor 2005 till 30-årsminnet av albumets originalutgivning (CD och DVD). Även The Game har mixats om till högupplöst surroundljud på audio-DVD.

### På musikalteater

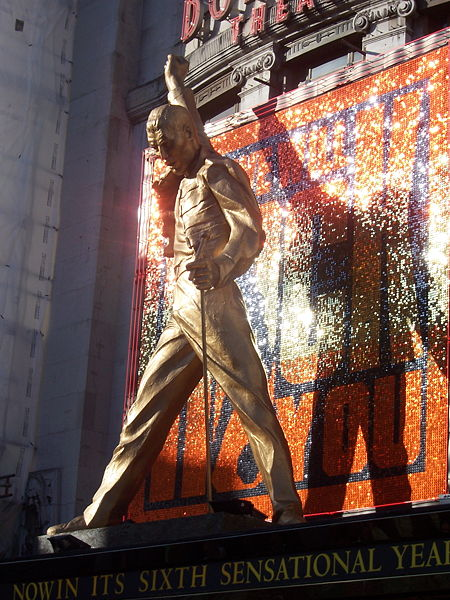
Staty av Mercury utanför Dominion Theatre i London, där musikalen We Will Rock You hade premiär i maj 2002.

I maj 2002 hade musikalen, eller rockteatern, We Will Rock You premiär på Dominion Theatre i London. Den baserar sig på låtar av Queen och är ett verk av den engelske musikern och komikern Ben Elton i samarbete med May och Taylor. Producent var skådespelaren Robert de Niro. Premiären av musikalen sammanföll med drottning Elizabeth II:s 50-årsjubileum som regent och flera andra evenemang genomfördes i samband med jubileet; May spelade sitt gitarrsolo av "God Save the Queen" på taket till Buckingham Palace.
Sedan premiären har We Will Rock You även satts upp i bland annat Australien, Spanien, Ryssland, USA, Tyskland, Japan, Sydafrika och Schweiz. Föreställningarna i London skulle ursprungligen ha upphört i oktober 2006, men genom publiktrycket förlängdes showen. We Will Rock You har blivit den musikal som spelats längst tid utan uppehåll på Dominion Theatre efter att ha passerat det tidigare rekordet som innehades av Grease.
Den franske koreografen Maurice Béjart skapade baletten Le Presbytère n’a rien perdu de son charme, ni le jardin de son éclat som hade premiär i Paris 1997. Baletten består av musik av Mercury och Mozart och är inspirerad av både Mercurys och Béjarts tidigare dansare Jorge Donns liv. Även Donn avled av AIDS när han var 45 år. Balettens engelska titel är Ballet for Life. Den hade premiär i London i september 2000. Sean Bovim, koreograf och direktör på Cape Town City Ballet, i Kapstaden i Sydafrika, skapade 2004 Queen At The Ballet för att hedra Freddie Mercury. Bovim använde Queens musik till en dansföreställning där dansarna gjorde en tolkning av historierna som berättas i "Bohemian Rhapsody", "Radio Ga Ga" och "Killer Queen".

### I film och på tv
Queen gjorde originalmusiken till filmerna Blixt Gordon (1980) och Highlander (1986). Öppningslåten till Highlander, "Princes of the Universe", användes också som signaturmelodi till TV-serien med samma namn (1992–1998). Då musikproducenten Giorgio Moroder 1984 skulle lägga på ljud på sin version av Fritz Langs film Metropolis från 1927 skrev han låten "Love Kills" tillsammans med Mercury. Musikvideon till "Radio Ga Ga" innehåller scener ur filmen. Bandet ombads även att förse filmen Hotel New Hampshire från 1984 med musik. Mercury skrev låten "Keep Passing the Open Windows" men den refuserades. Keep passing the open windows är dock en viktig återkommande fras i filmen.
Flera filmer har använt bandets låtar men framförts av andra artister. "Bohemian Rhapsody" förekommer i Wayne's World. I slutet av En riddares historia från 2001 spelas en version av We are the Champions med Robbie Williams och Queen. Jim Broadbent och Nicole Kidman gjorde "The Show Must Go On" i musikalfilmen Moulin Rouge! 2001. "Somebody to Love" har sjungits av Anne Hathaway i filmen Ella den förtrollade 2004 och av Brittany Murphy i Happy Feet 2006.
Hela eller delar av bandets musik finns med i många filmer, exempelvis: High Fidelity, Ella den förtrollade, Blades of Glory, T2 Trainspotting, Baby Driver och Shaun of the Dead.
Sedan säsong fem kallar serien That '70s Show av tradition säsongens avsnitt efter berömda 70-talsrockgruppers låtar (Led Zeppelin säsong 5, The Who säsong 6 och Rolling Stones säsong 7). Avsnitten i åttonde och sista säsongen är uppkallade efter Queens låtar. I april 2006 medverkade Queen under en tävlingsvecka i American Idol i amerikansk TV. Under den valde varje tävlande en av Queens låtar att sjunga. Då framfördes "Bohemian Rhapsody", "Fat Bottomed Girls", "The Show Must Go On", "Who Wants to Live Forever" och "Innuendo". Den brittiske komikern Al Murrays pratshow Happy Hour, som sändes januari–mars 2007, använde "Don’t Stop Me Now" för att introducera sina gästartister. Varje program avslutades med att Al och gästerna sjöng en Queenlåt. I sista programmet var artister från musikalen We Will Rock You gäster. De framförde då låten med samma namn tillsammans med May och Taylor.

#### Bohemian Rhapsody

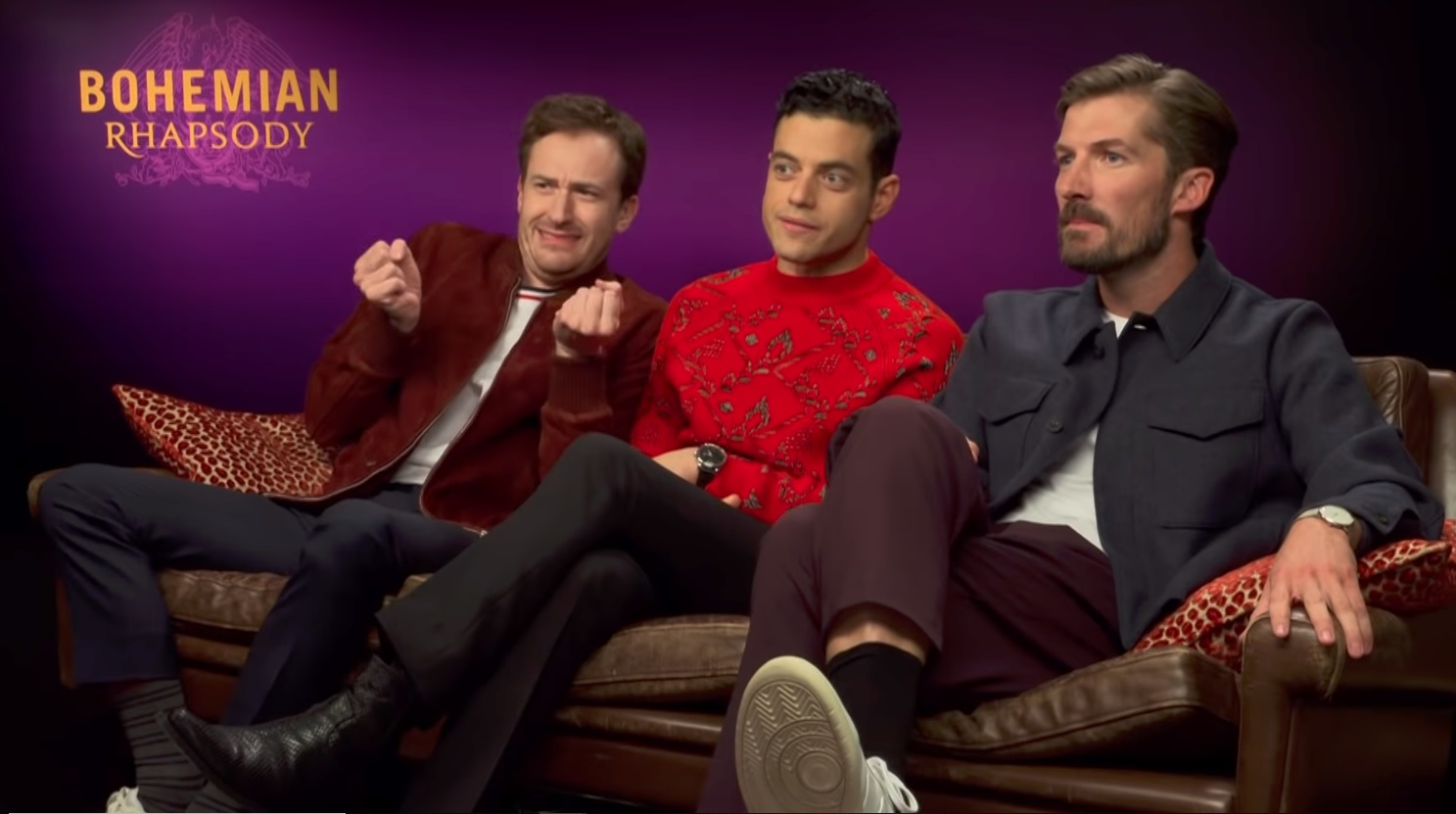
Skådespelarna Joseph Mazzello, Rami Malek och Gwilym Lee.

I en intervju med BBC i september 2010 meddelade May att Sacha Baron Cohen skulle komma att porträttera Mercury i en biografisk film om bandet. I juli 2013 meddelades det dock att Baron Cohen lämnat produktionen på grund av "kreativa skillnader" mellan honom och May och Taylor. I december samma år rapporterades det att Ben Whishaw var en av kandidaterna att ersätta Baron Cohen i rollen som Mercury, men även Whishaw drog sig ur på grund av osäkerheter om hur filmen utvecklades.
Projektet fick åter fart 2016. Det tillkännagavs den 4 november att filmen hade säkerställt stöd från 20th Century Fox, New Regency och GK Films. Vid denna tid var filmens arbetstitel Bohemian Rhapsody, efter bandets låt med samma namn. Mercury skulle spelas av Rami Malek och inspelningarna planerades att påbörjas i början av 2017. Manuset skrevs av Anthony McCarten, efter en berättelse av McCarten och Peter Morgan, som hade fått Oscarnomineringar för sina manus för The Queen och Frost/Nixon.
Bohemian Rhapsody hade premiär i oktober 2018 och fokuserar på åren från att gruppen bildats till perioden fram till den berömda konserten vid Live Aid 1985. Filmen spelade in över 900 miljoner dollar världen över vilket gör den till den mest inkomstbringade musikaliska biografiska filmen genom tiderna. Trots att den fick bland kritik från recensenter vann den en Golden Globe Award för bästa film – drama. Malek fick stor uppmärkelse och många utmärkelser för sin porträttering av Mercury, inklusive en Oscar för bästa manliga huvudroll. Live Aid-segmentet i filmen blev berömt, men filmen blev också kritiserad för att den inte utforskade mer komplexa teman som involverade Mercury: New York Posts Johnny Oleksinski sade att "Det vi slutligen ville ha från Bohemian Rhapsody var inte kopierade konserter, utan insikt bakom stängda dörrar till en djupt privat, komplicerad, internationellt älskad superstjärna." Efter att filmen släppts kom gick låten "Bohemian Rhapsody" in på den amerikanska Billboard Hot 100 för tredje gången (efter 1976 och 1992), och nådde som högst plats 33 den 12 november 2018. Bohemian Rhapsody: The Original Soundtrack tilldelades ett pris för "Top Soundtrack" på American Music Awards.

## Musikstil och andra musiker
Queen har influerats av och influerat många olika genrer, artister och grupper.

### Sound och stil
Queen har komponerat musik med många influenser. De genrer som bandet oftast brukar förknippas med är arenarock, glamrock, hårdrock, dans-rock, heavy metal, poprock, progressiv rock och psykedelisk rock. Men bandet höll sig inte bara till rock, speciellt under den tidiga karriären komponerade gruppen musik inspirerat av exempelvis soul, folkmusik, funk, disco, psykedelisk musik, country, blues, synth, ragtime, opera, rockabilly, gospel och vaudeville. Gruppen har även experimenterat med genrer som punkrock och speed metal som låten "Stone Cold Crazy" anses vara en föregångare till.
Ljudexperiment är vanliga i Queens musik. Speciellt för musiken är bland annat vokala harmonier av Mays, Mercurys och Taylors röster, och som bland annat kan avlyssnas på studioalbumen A Night at the Opera och A Day at the Races. Bidragande till utvecklingen av bandets sound var även producenten Roy Thomas Baker och teknikern Mike Stone från de första albumen. Utöver vokala harmonier är gruppen även känd för multitracking av röster för att imitera ljudet av stora körer genom överdubbning. Enligt May finns det exempelvis över 180 vokala överdubbningar i "Bohemian Rhapsody". Andra låtar skrevs för att publiken skulle kunna vara med och sjunga, exempelvis "We Will Rock You" och "We Are the Champions".
Enligt medlemmarna i Queen har de influerats av bland andra The Beatles, Black Sabbath, David Bowie, Deep Purple, Jimi Hendrix, Mott The Hoople, Elton John, The Kinks, Led Zeppelin, Liberace, Little Richard, Pink Floyd, Elvis Presley, Slade och The Who. Men Mercury har sagt att bandet egentligen hade mer gemensamt med Liza Minnelli än med Led Zeppelin och liknande band. Queens stil är dock svår att sätta i ett eget fack och kan snarare beskrivas som en blandning av de nämnda artisterna.
Grupper och artister som influerats av Queen finns i många olika generationer, länder och genrer. Några av dem som sagt sig ha influerats av bandet är: Ben Folds Five, Boston, Culture Club, The Darkness, Def Leppard, Extreme, Guns N’ Roses, Kansas, George Michael, Mika, Panic! at the Disco, Queensrÿche, The Smashing Pumpkins, Styx, Sweet, Steve Vai och Wham!.

## Medlemmar
| Nuvarande medlemmar - Brian May – gitarr, keyboard, piano, sång (1970–) - Roger Taylor – trummor, gitarr, keyboard, sång (1970–) Tidigare medlemmar - Freddie Mercury – sång, piano, gitarr (1970–1991) - Mike Grose – bas (1970) - Barry Mitchell – bas (1970–1971) - Doug Ewood Bogie – bas (1971) - John Deacon – bas, gitarr, keyboard (1971–1997) | Sångare - Paul Rodgers (2004–2009) - Adam Lambert (2011–) Turnémusiker - Spike Edney – keyboard, piano, gitarr, bakgrundssång (1984–) - Neil Fairclough – bas, bakgrundssång (2011–) - Tyler Warren – percussion, trummor, bakgrundssång (2017–) | Tidigare turnémusiker - Morgan Fisher – keyboard, piano (1982) - Fred Mandel – keyboard, piano (1982) - Jamie Moses – gitarr, bakgrundssång (1998–2009) - Danny Miranda – bas, bakgrundssång (2005–2009) - Rufus Taylor – percussion, trummor, bakgrundssång (2011–2017) |

Tidslinje

## Logotypen
Queens logotyp, på engelska känt som "Queen Crest" (Queens vapen), formgavs 1972 av Mercury, som hade examen i illustration och grafisk design vid Ealing Art College i London, strax innan de gav ut sitt debutalbum. Logotypen består av de fyra medlemmarnas stjärntecken: två lejon (Deacon och Taylor), en krabba som symboliserar Kräftan för May, och två feer för Jungfrun Mercury.
De två lejonen står på varsin sida om ett versalt stiliserat Q, krabban vilar på Q:ets topp under eldsflammor och feerna ser ut att ta skydd under lejonen. Det finns också en krona inuti Q:et och över alltihop kretsar en enorm fågel Fenix (en metafor för odödligheten). Hela symbolen påminner om det brittiska kungahusets vapen, särskilt de flankerande lejonen. Originallogotypen på baksidan av det första albumets omslag var en enkel teckning medan färglagda varianter användes på senare skivomslag.

## Historiska framgångar, utmärkelser och hyllningar
Enligt Guinness rekordbok hade Queens album 2005 tillbringat totalt 1 322 veckor, eller 27 år, på albumlistorna i Storbritannien. Det är längre än någon annan artist eller grupp. Genom livealbumet med Paul Rodgers, som kom samma år, klev Queen dessutom upp på tredjeplats efter Elvis Presley och Cliff Richard på listan över musiker som totalt legat längst på de brittiska singel- och albumlistorna.
Queens första samlingsalbum, Greatest Hits är det bäst säljande albumet någonsin i Storbritannien. Totalt har det sålts i över 6,3 miljoner exemplar. På samma lista ligger dessutom Queens Greatest Hits II på tionde plats med fler än 3,9 miljoner sålda exemplar.
Queen hör alltså till rockens mest framgångsrika, inflytelserika och bäst säljande musikartister. Av deras produktion har totalt 18 album, 18 singlar och 10 DVD-filmer nått topplaceringar i världen. Gruppen har sålt över 170 miljoner album, en siffra som ibland uppskattas vara över 300 miljoner exemplar världen över, inklusive 35 miljoner album bara i USA fram till 2020. 20 album har sålt guld, 12 platina och 7 multi-platina.
1975 tilldelades Mercury en Ivor Novello för "Killer Queen" och året därpå fick han en för "Bohemian Rhapsody". May har också tilldelats priset, 1997, för "Too Much Love Will Kill You".
Som grupp tilldelades Queen tre Brit Awards. 1977 fick de en för den "bästa singeln de senaste 25 åren" med "Bohemian Rhapsody", 1990 tilldelades de en för deras "enastående bidrag till den brittiska musiken" och 1992 fick de en för singeln "These Are the Days of Our Lives". Mercury tilldelades dessutom en Brit Award postumt 1992 för sitt "enastående bidrag till den brittiska musiken".
2001 upptogs Queen i Rock and Roll Hall of Fame and Museum i Cleveland, Ohio, USA. Året därpå fick bandet en stjärna på Hollywood Walk of Fame. 2003 blev de den första och hittills enda grupp att tas upp i Songwriters Hall of Fame. 2004 var Queen bland de första att bli invalda i UK Music Hall of Fame.
2004 upptogs "Bohemian Rhapsody" i Grammy Hall of Fame. Samma år blev Queen invalt i Rock Walk of Fame i Guitar Center på Sunset Boulevard, Hollywood, Kalifornien, USA. 2006 var Queen bland de första grupperna som blev invalda i VH1 Rock Honors.
2025 tilldelades Queen Polar Music Prize.